# تپه دیده‌بان
تپه دیده بان مربوط به عصر آهن است و در شهرستان مشگین‌شهر، بخش مشکین شرقی، دهستان لاهرود، روستای انار واقع شده و این اثر در تاریخ ۲۷ بهمن ۱۳۸۷ با شمارهٔ ثبت ۲۴۵۲۸ به‌عنوان یکی از آثار ملی ایران به ثبت رسیده است.